# Wamena
Wamena – miasto w Indonezji, ośrodek administracyjny prowincji Papua Górska i kabupatenu Jayawijaya. Położone na wyspie Nowa Gwinea. Według spisu ludności z 2010 r. liczy 31 724 mieszkańców.
Jest głównym miastem doliny Baliem (Balim). Charakteryzuje się trudną dostępnością ze względu na brak połączenia lądowego z wybrzeżem. Można się do niego dostać wyłącznie poprzez połączenie lotnicze.